# Campiglossa fouica
Campiglossa fouica este o specie de muște din genul Campiglossa, familia Tephritidae. A fost descrisă pentru prima dată de Erich Martin Hering în anul 1951.
Este endemică în Tonga. Conform Catalogue of Life specia Campiglossa fouica nu are subspecii cunoscute.